# Emma de Hawái

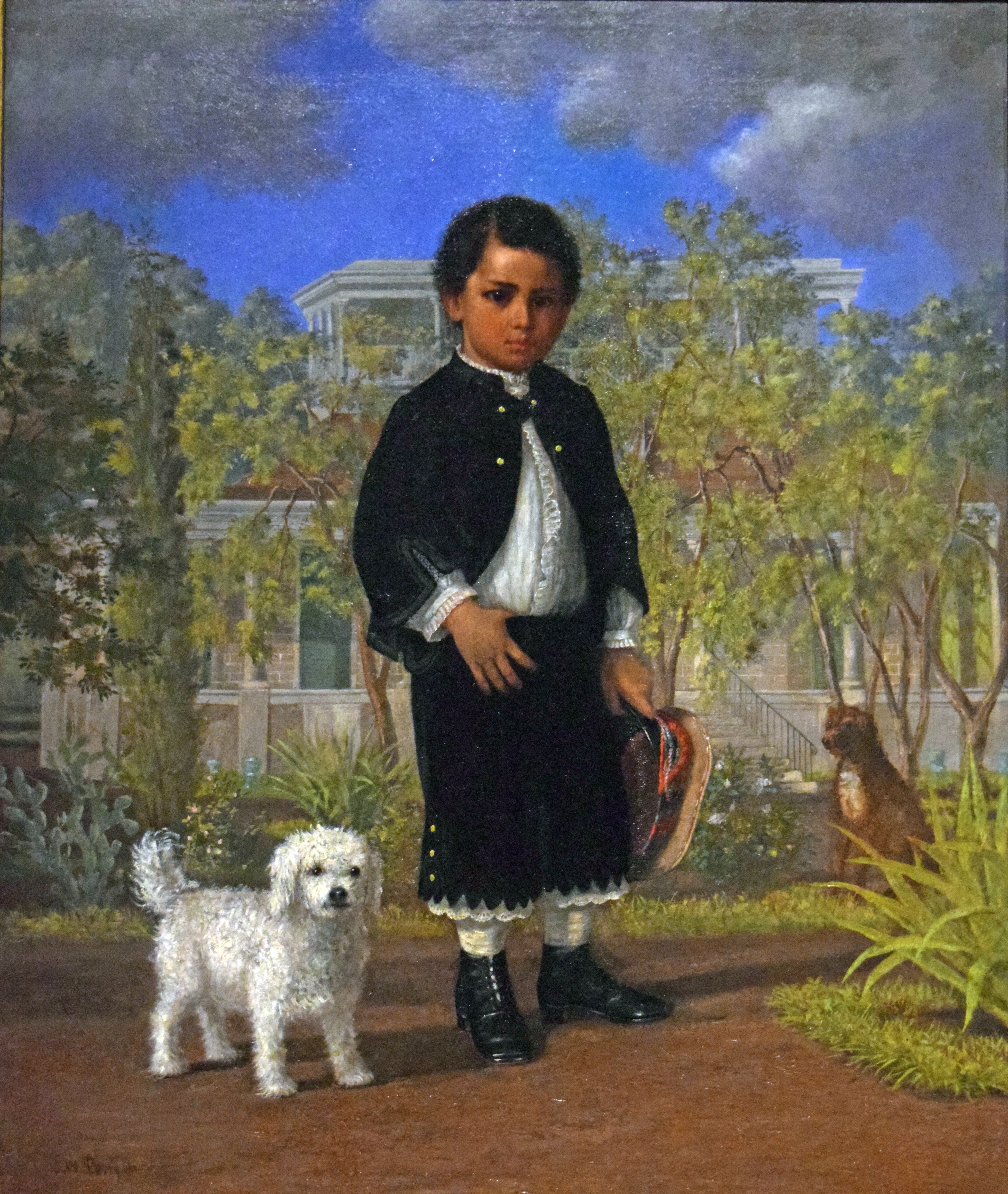
Príncipe Albert, hijo de Kamehameha IV y de la Reina Emma.

Emma de Hawái, reina consorte de Hawái (Honolulu, 2 de enero de 1836 – ibidem, 25 de abril de 1885) reinó junto a Kamehameha IV desde 1856 hasta la muerte de este en 1863. Intentó presentarse a la votación para ser elegida reina frente al rey David Kalākaua.

## Primeros años
Emma nació Emalani y luego se llamó Emma Rooke. Era bisnieta de Keliʻimaikaʻi, hermanastro de Kamehameha I El Grande y sus padres biológicos eran Aliʻi de alto rango (miembros de la realeza). De acuerdo con la costumbre hawaiana, Emma fue adoptada al nacer por su tía materna, la Gran Jefa Grace Kamaʻikuʻi Young Rooke, que no tenía hijos y su esposo, el doctor Thomas C.B. Rooke.
Era nieta del británico John Young Olohana, el consejero real y compañero de Kamehameha El Grande.
Por parte de su madre biológica tuvo una hermana, la Gran Jefa Mary Polly Paʻaʻāina de Hawái.
Emma se educó en la Royal School de Honolulu, establecida por misioneros americanos.

## Matrimonio y reinado
El 7 de junio de 1856, contrajo matrimonio con Alexander Liholiho, que un año antes había asumido el trono como Kamehameha IV. Dos años más tarde, en 1858, Emma dio a luz a un hijo, Albert Edward Kauikeaouli Kaleiopapa a Kamehameha, un Kamehameha.
La reina se ocupó de los asuntos de palacio, incluida la ampliación de la biblioteca. Inspirada por la labor de su padre, Emma animó a su esposo a que creara un hospital público.

## Nombres
La Reina Emma se ganó el nombre de "Kaleleonālani" tras la muerte de su hijo y su marido, en recuerdo de la "marcha de los divinos", tal y como describe su nombre, en su forma plural. En el breve periodo transcurrido entre la muerte de su hijo y de su marido, se referían a ella como "Kaleleokalani", o "marcha del divino", en su forma singular. 
La Reina Emma también se ganó el sobrenombre de "Wahine Holo Lio" (mujer amazona), gracias a sus dotes ecuestres, incluso existe una canción dedicada a ella con ese nombre.

## Legado religioso
En 1860, la Reina Emma y el Rey Kamehameha IV solicitaron a la Iglesia de Inglaterra ayuda para establecer la Iglesia de Hawái. Con la llegada de un obispo anglicano y dos sacerdotes, ambos recibieron la confirmación cristiana en noviembre de 1862. Por este motivo y por el esfuerzo de la reina Emma por construir un hospital (actualmente el The Queen's Medical Center), fueron canonizados como santos por la Iglesia Episcopal en los Estados Unidos. Su festividad se celebra todos los años el 28 de noviembre.
También fundó una escuela para niñas en Hawái.

## Fallecimiento
La Reina Emma murió el 25 de abril de 1885 a la edad de 49 años, a consecuencia de dos años de pequeños accidentes cerebrovasculares. Recibió un funeral con honores reales y sus restos reposan en Mauna ʻAla, junto a su marido y su hijo.

## Otros datos
- La Reina Victoria del Reino Unido destacó de ella que "no había nada más agradable ni digno que sus modales."
- Existe una escuela que lleva el nombre de la reina.[5]

## Véase también

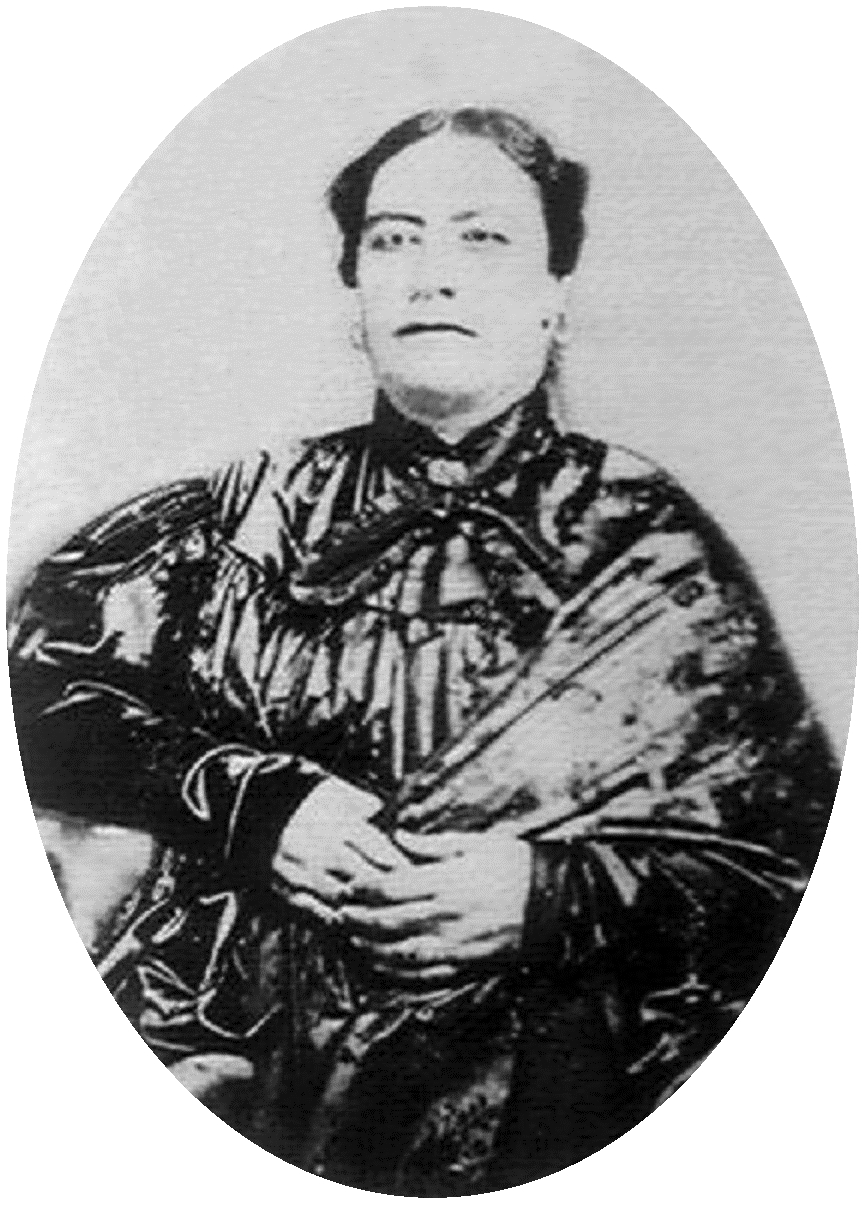
Gran Jefa Fanny Kekuʻiapoiwa Kekelaokalani Young Lewis Naʻea, madre biológica de la Reina Emma.

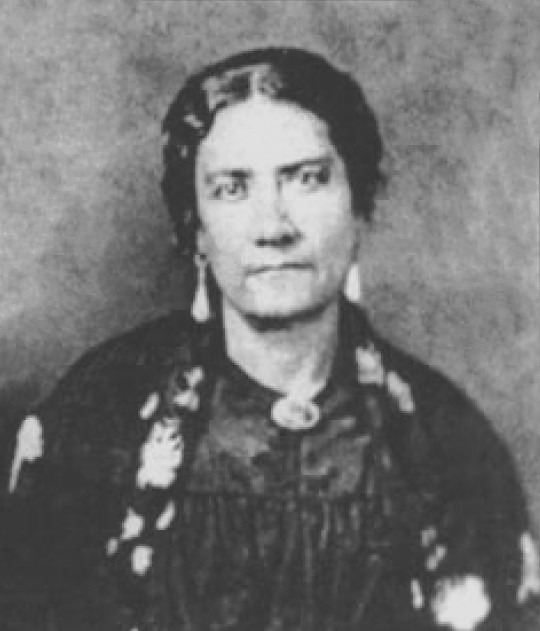
Gran Jefa Grace Kamaʻikuʻi Young Rooke, madre adoptiva de la Reina Emma.

## Distinciones honoríficas
- Dama Gran Cruz de la Real Orden de Kamehameha I (Reino de Hawái, 04/02/1879).[6]

| Predecesor: Kalama Hakaleleponi Kapakuhaili | Reina consorte de Hawái 1856 – 1863 | Sucesor: Kapiʻolani |